# Gangstar: Miami Vindication
Gangstar: Miami Vindication es un videojuego para iPhone/iPod Touch, Java ME, Android y iPad publicado por la empresa francesa Gameloft en 2010. 
A diferencia del juego anterior, Gangstar: West Coast Hustle, posee características tales como helicópteros, embarcaciones y motocicletas. Los vehículos de la policía se pueden personalizar también. Además, el juego ahora cuenta con la actuación de voz en lugar de un diálogo textual, aunque carente de animaciones faciales. Este juego cuenta con más profano que el juego anterior. Aparte de las personas, los cocodrilos pueden atacar, pero no dan ningún beneficio. De acuerdo con la vista previa del juego de Gameloft, el mapa fue 1,5 veces mayor que el juego anterior.
A pesar de que es el sucesor de Gangstar: West Coast Hustle, las dos únicas conexiones que los juegos son el aspecto de la L.C y la referencia a Eddie Fallon. El juego cuenta con la nueva pantalla de la retina. El juego también se puede jugar en el IPAD. El juego fue lanzado en septiembre de 2010.
Mediante la recopilación de 10 tablas de surf, las motos de agua se generan y la recolección de 10 ruedas le dará al jugador un coche deportivo blindado que tiene una aceleración muy rápida y una durabilidad alta.
Después de completar todas las misiones incluidas las carreras, el jugador puede cambiar su carácter de Johnny a Betty.

## Argumento
Johnny Gainsville ha pasado meses buscando a su hermano menor, Joseph "Joey" Gainsville. Cuando comienza el juego, se le dice por su antiguo jefe, Clive Otis, que Joey se encuentra en Miami. Sin nada que perder, Johnny conduce por la costa este en busca de él. Mientras consigue gasolina, el coche es destruido por una granada y le roba el coche del dueño de una estación de gasolina. Que conduce al centro de Miami y se encuentra con un anciano llamado Roscoe y su joven novia Betty. Roscoe dice a Johnny que si quiere obtener respuestas sobre Joey va a necesitar "molestar a algunos de sus rivales." Johnny acepta y hace una serie de trabajos que incluyen robo de cadáveres, lo que interfiere con el tráfico de drogas, toma de fotografías de agentes de policía corruptos, etc. El dueño de la gasolinera, Albert, desde el comienzo del juego se reúne de nuevo con Johnny y le dice que tendrá que a pagar por el coche que robó. Después de una carrera, Johnny le dice a Alberto que él será capaz de darle dinero suficiente para comprar cualquier coche que quiere. Roscoe le dice a Johnny que un jefe inexorable de la mafia cubana llamado Víctor Vega tiene a Joey en su custodia. Johnny espía a Vega en el almacén de los muelles y lo ve tratar con un detective llamado Bolaño. Él habla de "el pequeño bastardo", y Johnny se supone que quiere decir a su hermano. El barco se encuentra Vega, pero descubre que el "pequeño bastardo" no es su hermano. En su lugar se encuentra con millones de dólares en heroína y Roscoe convence a Johnny para darle a él.
Betty le dice a Johnny que un hombre llamado Herman Kaye se encuentra en el centro de la ciudad de Miami y que probablemente tendrá respuestas para él. Kaye envía Johnny en un número impar de puestos de trabajo, la mayoría de ellos están en contra de Monique Jones, a quien Herman Kaye había hecho famoso en la industria de la música, pero Jones terminó dejando que se vaya por su cuenta. Uno de los trabajos incluyendo matar Víctor Vega, a quien habían detenido a Johnny después de robar sus drogas. Cuando era trasladado a una prisión de máxima seguridad Johnny Vega dispara antes de que pueda escapar a pie.
Johnny sale de Kaye y se entera de que un proxeneta conocido sólo como Reginald tiene información sobre Joey. Después de que Johnny le causa miedo en un paseo en coche, se da por vencido y le da el lugar de Joey: Un matadero en medio de un campo de maíz. Johnny y Betty (que han caído en el amor, sin el conocimiento de Roscoe) se infiltran en el matadero y se produce un tiroteo. Encuentran a Joey, que se encuentra en una jaula, pero Johnny es noqueado por un bate de béisbol y él y el resto están atrapados en una jaula. El hombre que los encerró en la jaula va a Betty, con intención de violarla, pero Betty lo golpea y toma su teléfono. Johnny le dice a Betty que llame por un amigo en Los Ángeles llamado Luis Custodio (conocido como L.C que apareció como un personaje principal en el juego por primera vez como jefe de la mafia). Betty le pide L.C. que los rescate a ellos y después de unos días, L.C llega y mata a los guardias que rodean el matadero. Les libra el camino
Joey, Johnny, Betty, y L.C. encontrarse fuera de la ciénaga, donde Roscoe ha estado escondido durante 10 años sin que la policía lo encuentra. Johnny cree que Roscoe había orquestado el secuestro de Joey y los planes para matarlo. Betty informa a los hombres que la policía tiene un lanzallamas de Washington con ellos. Johnny se los roba y destruye la casa de Roscoe con él, pero después de buscar en la zona, no lo encuentran. Se reúnen en la playa en la zona residencial de Miami un día después y Joey se le ocurre un plan para que Roscoe sea detenido en lugar de matarlo. Johnny provoca el caos en la ciudad y conduce a la policía a la ciénaga donde se esconde Roscoe. Roscoe es detenido, pero la duración de su condena no se revela.
Johnny se da cuenta de que Roscoe era un gánster sucio y no está detrás del secuestro. A continuación, comienza a sospechar Herman Kaye, que le había ordenado matar a Vega, muchos oficiales de policía y otros gánsteres. Johnny cree que este era un plan para tomar el control de Miami, ya que ninguno de los puestos de trabajo le había ayudado a encontrar a su hermano. Johnny roba un coche de Kaye de su casa y ha Albert para poner una bomba en él. Dejándolo aparcado en la calzada de Kaye para que explote, pero Kaye se mete en otro coche y trata de escapar, pero Johnny lo mata.
Con todo aparentemente resuelto y Miami al parecer libre de la mafia, Johnny va al aeropuerto con Betty, Joey, y L.C la intención de casarse con Betty. Antes de entrar en el aeropuerto son atacados por los bandidos y se ven obligados a conducir de vuelta a casa de Kaye, donde viven ahora. Joey se da cuenta de que hablan y se parecen a los hombres que frecuentaba en torno a su ciudad natal. Johnny se da cuenta de que el malo de la película en todo este tiempo fue Clive. Él envió Johnny a Miami para librar a la ciudad de los jefes de su grupo así haciendo que Clive tome el control. Johnny persigue a Clive en coche y en barco alrededor de la ciudad y que finalmente tienen un pie abajo en el aeropuerto, y Johnny dispara a Clive varias veces, causándole la muerte. Él envía a L.C y Joey fuera, a Los Ángeles donde Joey se va a la escuela de embarque y L.C va a continuar su trabajo.
El juego termina con Johnny y Betty caminando por la playa, hablando de su aventura.

## Vehículos
Gangstar: Miami Vindication ofrece más de 30 tipos de vehículos, el doble de vehículos que en Gangstar: West Coast Hustle:
| Vehículo          | Color                           | Description |
| ----------------- | ------------------------------- | --- |
| Tawny 40o         | Azul, Gris                      | El vehículo más básico en el juego, similar a un Ford Crown Victoria.                                                                        |
| Police Car        | Azul y Celeste                  | Lleva a los agentes de policía, es un Tawny 40o con las marcas de la Policía.                                                                |
| Lil' Alice        | Azul, Verde                     | Similar a un Mini Cooper de último modelo.                                                                                                   |
| Box ES            | Blanco                          | Una furgoneta blanca, similar a un Ford E-Series                                                                                             |
| D340              | Negro, Verde Oscuro             | Una camioneta similar a la Toyota Tundra y Honda Ridgeline.                                                                                  |
| Sorraia           | Púrpura, Negro con flamas       | El muscle car clásico, que es similar a un Dodge Challenger o Roadrunner Plymouth.                                                           |
| Coupe V8          | Rojo                            | Un automóvil deportivo moderno, que es similar a un BMW 3-Series.                                                                            |
| Limousine         | Blanco, Azul                    | Se basa en el Tawny.40o y es una limusina.                                                                                                   |
| Homm              | Blanco, Rojo Oscuro             | Uno de los dos terrenos en el juego, el Homm es una obvia parodia de un Hummer H2 o H3.                                                      |
| Grand Detour      | Azul Oscuro                     | Uno de los dos terrenos en el juego. Se parece a un Cadillac Escalade.                                                                       |
| VampSquid         | Verde o Púrpura si es deportivo | Una gran potencia de autos deportivos. Se asemeja a un Dodge Viper R / T 10.                                                                 |
| Läufer            | Azul, Negro                     | Otro auto deportivo en el juego. El segundo más raro y difíciles de robar, debido a su rápida velocidad. Se asemeja a un Porsche Carrera GT. |
| Delivery          | Amarillo                        | Lleva a las entregas de comida rápida y lanza el minijuego de la entrega cuando se maneja.                                                   |
| Taxi              | Amarillo                        | Lleva a los clientes a diferentes lugares y se inicia el minijuego de taxi cuando se maneja.                                                 |
| Ambulance         | Blanco                          | Lleva a los heridos al hospital y se inicia el minijuego de rescate cuando se maneja.                                                        |
| Police Van        | Azul y Celeste                  | Una Furgoneta de la policía, solo aparecen cuando el jugador tiene un nivel de búsqueda de 3 placas                                          |
| Hearse            | Azul                            | Un auto fúnebre que transporta a los muertos en un ataúd                                                                                     |
| Feresa            | Rojo y Rosa                     | Una de la más veloz lancha deportiva |
| Superlative       | Rojo y Blanco                   | Un auto clásico, similar al Glendale en Grand Theft Auto series                                                                              |
| Floating Point    | Gris y Café                     | Una lancha aerodeslizadora para navegar por un pantano                                                                                       |
| W4C               | Azul                            | Es uno de los autos más modernos y de buena conducción y velocidad                                                                           |
| Sea-Gar           | Celeste                         | Una lancha deportiva |
| Sánchez           | Verde                           | Moto todoterreno, similar a la Sánchez en Grand Theft Auto series                                                                            |
| Police Helicopter | Azul                            | El helicóptero policial, armado con una ametralladora, similar al Police Maverick en Grand Theft Auto series                                 |
| Megaptera         | Naranja y Blanco                | Una lancha de lujo deportiva |
| Yamakasi          | Azul, Rojo                      | La moto más veloz del juego, similar a la PCJ-600 de Grand Theft Auto series                                                                 |
| Gallopino         | Naranjo                         | Es uno de los autos más veloces, similar a un Ferrari                                                                                        |
| Helicopter        | Azul                            | El helicóptero básico de transporte civil, similar al Maverick de Grand Theft Auto series                                                    |
| Fat Damsel        | Azul, Celeste                   | La segunda motocicleta más rápida del juego, similar a la Freeway de Grand Theft Auto series                                                 |
| Police Launch     | Azul y Celeste                  | La lancha de la policía, solo aparece cuando el jugador intenta escapar de la policía por mar con más de 2 placas policiales                 |
| Police Enforcer   | Negro                           | El furgón blindado de la policía, difícil de conseguir ya que rara vez aparece                                                               |

## Leer Más
- Gangstar: Crime City
- Gangstar 2: Kings of L.A
- Gangstar: West Coast Hustle
- Gangstar Rio: City of Saints

- Datos: Q5521245